# أساسنز كريد 2
أساسنز كريد II (بالإنجليزية: Assassin's Creed II) هي لعبة فيديو من إنتاج يوبي سوفت مونتريال، صدرت اللعبة في شهر نوفمبر عام 2009م، وهي قصة تتحدث عن عصر النهضة الأوروبية وبالتحديد من فلورنسا الإيطالية، حيث يسكن فيها الإيطاليون، فيقوم بطل اللعبة إتسيو أوديتوري Ezio Auditore بجمع الأهداف لقتل خصومه، ثأراً لموت عائلته، وقد لقيت اللعبة صدى واسعًا بين الجمهور من حيث القبول والإعجاب، وقد أعلنت مجلة بلاي ستيشن 3 الصادرة في الولايات المتحدة أنَّ تقييم لعبة عقيدة القتلة 2 نالت 9/10. والجدير بالذكر أن شركة يوبي سوفت واجهت مشكلة الاتصال أثناء لعبة أساسنز كريد 2 لكثرة الإقبال عند بداية إطلاقها.

## القصة
أحداث هذا الجزء من اللعبـة ستكون مختلفـة تمـامًا، كما عهدناها في جزئها الأول. فهي تتحدث عن شاب ينتمي إلى الطبقة النبيلة وهو ابن إحدى الأسر المشهورة التي تتنافس على الجاه والثروة في إيطاليا. حيث أن اللعبة تأخذ اللاعب في أحداثها إلى القرن الخامس عشر (15) ومطلع القرن السادس عشر (16)، أي أنهـا بعد 300 عام من أحداث الجزء الأول من اللعبة.
تعود لوسي وتساعد ديزموند على الهرب من أبسترجو وتحضره إلى مخبأ وتعرفه إلى أصدقائها شون وريبيكا وهم أيضاً أساسنز، بالإضافة إلى وجود نسخة محدثة من جهاز الأنيمس. يقوم ديزموند بالدخول إلى الأنيمس مرة أخرى ويكتشف ذكريات سلفه «إيزيو أوديتوري» وهو شاب من النبلاء في عام 1476 في مدينة فلورنسا. يأمل ديزموند في الحصول على قدرات إتسيو من خلال تأثير النزيف ليساعد الأساسنز.
تم إعدام والد إيزيو وإخوته بواسطة «أوبرتو البيرتي» وهو مسؤول فاسد من جماعة التمبلرز. إيزيو يقتل أوبرتو للانتقام ثم يهرب مع أمه وأخته إلى الفيلا الخاصة بهم في الريف التوسكاني، حيث يكتشف أن عائلته من جماعة الأساسنز ويبدأ في التدريب تحت إشراف عمه «ماريو». يصادق إيزيو مخترعاً وهو «ليوناردو دا فينشي» وهو يساعد إيزو في فك تشفير المخطوطات والتي تحتوي على مذكرات الطائر، كما يزوده بالأسلحة المتقدمة. عندما ينظر إيزيو إلى الثلاين صفحة من المخطوطات باستخدام ِ'نظرة الصقر' فإنها تتجمع لتشكل خريطة خفية تظهر مواقع الأقبية (جمع قبو) في أنحاء العالم. على مدى عقد من الزمن يقوم إزيو باغتيال المتآمرين المتورطين في قتل والده، تاركاً «رودريجو بورجيا» وهو أحد النبلاء وأحد التمبلرز والذي حصل على 'تفاحة عدن' وهو محور المؤامرة. إزيو وأساسنز آخرون يتمكننون من استعادة تفاحة عدن ولكن بورجيا يتمكن من الهرب.
أثناء سير اللعبة ديزموند يمر بعدة تجارب لأحداث غير اعتيادية. أولاً يقوم باكتشاف رموز تركها الشخص الذي كان تحت الاختبار قبله (و الذي مات بسبب أن موظفي أبسترجو تركوه لوقت طويل جداً في جهاز الأنيمس) تلك الرموز مشابهة لتلك التي رآها في شركة أبسترجو والتي تخفي تاريخ سري للعالم. يحلم في وقت لاحق من أنه الطائر ويقوم بمطاردة «ماريا» وهي تمبلر (أي من فرسان المعبد) حيث ظهرت سابقاً في أحداث الجزء الأول عندما كاد أن يغتالها الطائر عن طريق الخطأ ظناً منه أنها شخص آخر، يستمر الحلم ويبدو أن الطائر وقع في غرامها. أخيراً ومع تخطى عدد من الذكريات الممتدة إلى عقد من الزمن وصولاً إلى «الفاتيكان» حيث بورجيا الآن هنا أصبح «البابا إسكندر السادس».
بورجيا هو الآن «البابا» وفي حوزته «العصا البابوية» وهي 'إحدى قطع عدن'. وهو يحاول استخدامها لدخول القبو كـ الشخص المختار والذي ذكر في المخطوطة أنه يجب أن يدخلها. إيزيو يقاطع بورجيا ويدخل الخزينة بنفسه مغيراً حياته. يجد إيزيو تصوير تجسيمي لامرأة والتي تدعي أنها «مينيرفا» (وهي آلهة رومانية) وتزعم أنها من حضارة قديمة يعتقد القدماء أنهم من الفضاء الخارجي. مينيرفا تروي عن كوارث كبرى قد حلت ودمرت حضارتها، وتحذر من أنها قد تحدث مرة أخرى في وقت قريب. عندما كانت تتحدث مع أيزيو قالت قبل اختفائها «الباقي متروك لك ديزموند» حيث تركت إيزيو في حالة من الذهول والحيرة ويتساءل من هو ديزموند ولماذا نادته بهذا الاسم (ديزموند كما ذكرنا هو أحد أحفاد الطائر وإيزيو، ويبدو أن مينيرفا علمت أنه سيبحث في ذكريات جده إيزيو ولذلك تحدثت لـ إيزيو على أنه ديزموند لتوصل له هذه الرسالة).
وبذلك تنتهي أحداث الجزء الثاني من اللعبة.

شعار اللعبة.

إمكانية السباحة والتي لم تكن موجودة في الجزء الأول (اضغط للتكبير).

النسخة الجديدة من جهاز الأنيمس 2.0 (اضغط للتكبير).

يمتلك إيزيو نصلين مخفيين على عكس الطائر الذي كان لديه نصل واحد. (اضغط للتكبير).

## شخصيات في اللعبة
| الاسم                               | الوصف |
| ----------------------------------- | --- |
| ديزموند مايلز Desmond Miles         | (ولد في 1987 م) بطل القصة يتم اختطافه من قبل جماعة فرسان الهيكل ويوضع في جهاز يسمى أنيمس Animus ليستخرجوا معلومات عن أجداده ويكشفوا أمكان تواجد قطع عدن الأثرية                                                                     |
| إيزيو أوديتوري Ezio Auditore        | من نسل الطائر وهو أحد أجداد ديزموند ولد في إيطاليا عام 1459 م. هو بطل الجزء الثاني وأول ظهور له يكون فيه. أنضم إلى جماعة المغتالين بعد أن تم إعدام والده وشقيقه من قبل أعضاء فرسان الهيكل.                                          |
| رودريجو بورجيا Rodrigo Borgia       | (ولد في 1431 م) هو كاردينال إسباني وقائد تنظيم التمبلرز (فرسان الهيكل Templars) أثناء النهضة الإيطالية. حصل على 'تفاحة عدن' وهو محور المؤامرة التي أدت إلى قتل والد إيزيو. أصبح لاحقاً "البابا إسكندر السادس Pope Alexander VI ".    |
| أوبرتو البرتي Uberto Alberti        | (ولد في 1416 م) هو مسؤول فاسد من جماعة فرسان الهيكل وغونفالونييري لمدينة فلورنسا الإيطالية. كان صديقاً سابقاً لعائلة أوديتوري. قام بإعدام والد إيزيو وإخوته بأمر من رودريجو بورجيا. أوبرتو هو أول هدف لإيزيو ليتم اغتياله.            |
| شون هستينجز Shaun Hastings          | هو يقوم بمساعدة ديزموند من خلال إنشاء قاعدة بيانات لأشخاص، مباني وأماكن عدة والتي يجدها ديزموند أثناء وجوده في جهاز الأنيمس 2.0. كما أنه يقوم بترحيل الرسائل بين الأساسنز.                                                          |
| ليوناردو دا فينشي Leonardo da Vinci | (ولد في 1452 م) وهو يساعد إيزو في فك تشفير المخطوطات (codex) والتي تحتوي على مذكرات الطائر، كما يزوده بالأسلحة المتقدمة.. |
| وارن فيديتش Warren Vidic            | عضو في جماعة فرسان الهيكل وهو عالم وموظف في شركة أبسترجو التي قامت باختطاف ديزموند، وهو رئيس الأبحاث والمسؤول عن مشروع جهاز الأنيمس والذي يقوم باستخراج ذكريات أجداد الشخص عن طريق الحمض النووي.                                    |
| لوسي ستيلمان Lucy Stillman          | (ولدت في 1988 م)وهي أساسن (Assassin) كانت تعمل في شركة أبسترجو، تقرر لاحقاً مساعدة ديزموند على الهروب من المختبر خاصة بعد أن مات أحد الأشخاص بسبب هذه التجارب، وتساعده على متابعة البحث عن ذكريات أجداده بعيداً عن أعين فرسان الهيكل. |

## طريقة اللعب
طريقـة الجيم بلاي في Assassin Creed II مشابه لجزئهـا السابق إلا أنهـا تختلف تمـامـا من حيث المميزات والأشياء الجديدة والمضافـة في هذا الجزء..حيث أصبح طريقـة اللعب أكثر واقعيا وأكثر إثارة من ذي قبل فبإمكان Eizo الترحال والتنقل عبر المدن المحيطـة باللعبــة والقفز في أعلى المباني الشاهقـة والمرتفعـة في عصر النهضـة الجديدة في إيطاليــا..و القبض على الأعداء بطريقـة تسلسليـة التي كما تعودنـا عليهـا سابقا.
سمح المطوروا اللعبة بهذا الجزء بإضافـة ميزة التمكن السباحـة في أي وقت شئت وأيضا الهروب من الأعداء وتشتيتهم بإلحاق بك فهذه الميزة قد اعطت لعبـة أكثر شعبيـا حيث انهـأ تسهل في بعض الأحيان للاعب ان ينتقل من مكان لآخر عبر السباحـة في النهر أو الركوب على القارب صغير فبإمكان إيزو التجديف بالقارب عبر التحكم القوارب الصغيرة له..فلقد عملت Ubisoft على تطوير هذه الميزة بجميع نواحيهـآ حتى لا تشكل عائقا على اللاعب في أثناء اللعب.
اللعبـة أيضا قد اضافوا هذه الميزة الجديدة وهي ميزة التي لم تكن متوفرة في الجزء السابق من اللعبـة وهي الطيران.هاهي أحد اختراعات عالم ليوناردو ديفينشي التي ستساعدك في اللعبـة عبر التنقل في الهواء والتحلق بأعلى السماء اللعبـة في Assassin Creed II فهذه الطائرة المصنوعـة من الخشب تسمح لك بتنقل والترحال عبر المدن باللعبـة ولكن في بعض الأحيان تتعرض هذه الطائرة للهجوم من الجنود الذين يحيطون بالمدن فبمجرد إطلاق السهام الناريـة في عدة مرات إلى الطائرة ستسبب السقوط والتحطم الطائرة في أثناء الطيران..ولكن لاقلق فبإمكان Eizo ان يتجاوز مثل هذه الحالات عن طريق استخدام بعض المهارات في أثناء التحليق.

## الرسومات
رسومـات اللعبـة هي آحد العناصر الرئيسيـة في اللعبــة فلقد أصبحت الرسومـات تشكل عنصرا همـا في مجال الصنـاعة الألعاب، فنحن دائمـا ما نجد ان الألعاب تتركز على دقة رسومـاتهـا وغالبا ما نجد الشركـات الألعاب تركز اهتمامها الكبير على هذا العنصر..فبالأساس الجيل الجديد من الأجهزة تحمل معهـا محركــات ذات قوتهـا تتعدى أغرب من الخيال..مثل المحركـات Cry Engin، Unreal Engine، Phsicx وغيرهـا من المحركـات التي تصنع في مجال الألعاب...لعبـة Assassin Creed هي من أمثلة لأحد هذه المحركـات والتي تركزت على تنوع الرسومـات الجسمية في اللعبة وقد شكلت تأثيرا كبيرا عند الكثير من معجبيهـا فلا سيمـا أنهـا نالت كأفضل لعبـة في عام 2009 بسبب الرسومـات التي اعرضتهـا اللعبة امام حشد جمهور كبير في فترة تلك السنـة..فهاهي تعود لنـا بجزئهـا الجديد باستخدام محركهـا أنفيل Anvil التي اعطى جماليـة وتاثيرا للرسومـات البيئـة والشخصيـة رائعـة في اللعبـة.

## البيئة
البيئـة هنـا واسعــة وكبيرة وتحتوي فيهـا مناطق عديدة ومدن هـامـة في إيطاليـا ومن أهمهـا: Florence، Venice، Rome، Tuscany, حيث لـEizo التنقل والسفر عبر هذه المدن المفتوحـة في اللعبـة..ففي كل مدينـة ستجد فيهـا مهمـات مختلفـة وشخصيات مختلفـة واعداء مختلفون تمامـآ..ففبعض الأحيان تساعدك هذه البيئـة الواسعـة باللعب والمشي بالحريـة في العالم الواسع..فهذه من إحدى المميزات التي أطتنـا Ubisoft للعبـة حتى نتمكن من أخذ حريتنـا فيهـا..

## وصلات خارجية
مراجعة موقع روح المنافسة للعبة
- الموقع الرسمي
- Assassin's Creed II YouTube Channel
- أساسنز كريد 2 على موقع IMDb (الإنجليزية)